# 十二道门炮台
十二道门炮台，位于中国广西壮族自治区靖西市龙帮镇帮街南，为一个省级文物保护单位，类型为古建筑及历史纪念建筑物，为第四批广西壮族自治区文物保护单位，公布时间为1994年7月8日。
十二道门炮台的历史年代为清。